# Chattancourt
Chattancourt é uma comuna francesa na região administrativa de Grande Leste, no departamento de Meuse. Estende-se por uma área de 10,36 km². Em 2010 a comuna tinha 185 habitantes (densidade: 17,9 hab./km²).